# Armida (ópera)

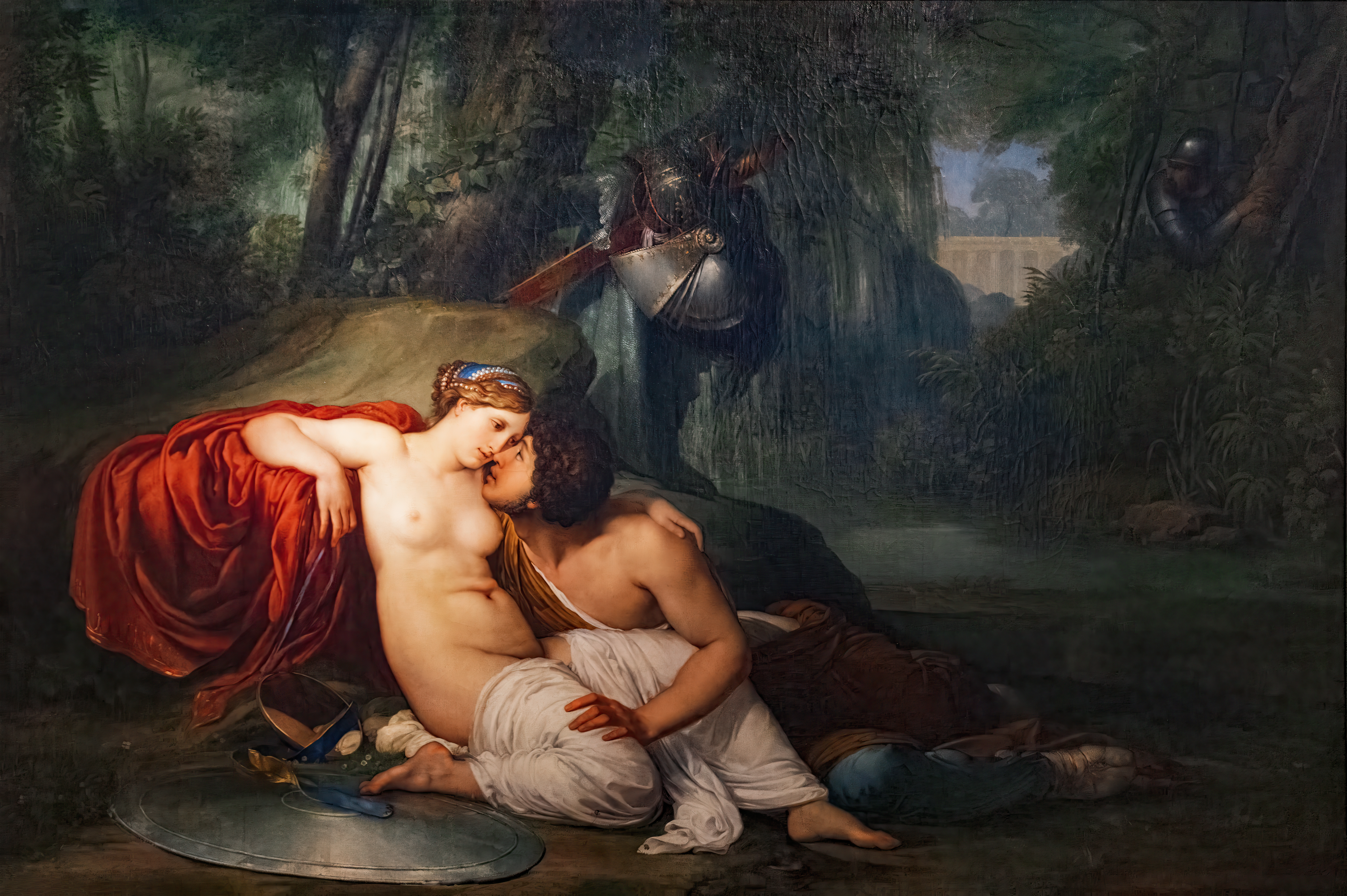
Rinaldo y Armida, de Francesco Hayez.

Armida es un personaje creado por Torquato Tasso en su obra Jerusalén liberada en torno al cual giran varias óperas del repertorio.
En el poema épico de Tasso, Armida es una hechicera sarracena a la que envían a detener a los cruzados cristianos y va a asesinar al soldado durmiente, Rinaldo, guerrero fiero y decidido que es también honorable y guapo. Armida se enamora del soldado. Crea un jardín encantado donde lo retiene como prisionero enfermo de amor, de manera similar a como hizo Circe con Ulises. Al final dos de sus camaradas cruzados lo encuentran y sostienen un escudo sobre su rostro, de manera que pueda ver su imagen y recordar quién es. Rinaldo apenas puede resistirse a los ruegos de Armida, pero sus camaradas insisten en que debe volver a sus deberes cristianos. Rinaldo (o Renaud en la versión francesa) finalmente convence a Armida a convertirse al cristianismo. 
La historia inspiró a varios compositores como protagonista de óperas:
- Armide  (1686) por Jean-Baptiste Lully
- Rinaldo and Armida (1698) por John Dennis (dramaturgo)
- Rinaldo (1711) por Händel
- Armida al campo d'Egitto (1718) por Vivaldi
- Armida abbandonata (1770) por Jommelli
- Armida (1771) por Salieri
- Armida (1772) por Sacchini
- Armide (1777) por Gluck
- Armida (1779) por Mysliveček
- Renaud (1783), también por Sacchini
- Armida (1784) por Haydn
- Armida (1817) por Rossini
- Armida (1904) por Dvořák
- Armida (2005) por Judith Weir

Brahms compuso una cantata titulada Rinaldo basada en la historia.